# AMZ Bóbr-3
AMZ Bóbr-3 – polski opancerzony pojazd rozpoznawczy produkcji firmy AMZ-Kutno, opracowany w ramach programu „Nowego Lekkiego Opancerzonego Transportera Rozpoznawczego” (LOTR) o kryptonimie „Kleszcz”.

## Historia rozwoju
Wojsko Polskie od lat użytkuje przestarzałe pojazdy rozpoznawcze BRDM-2 (w tym zmodernizowane, polskie wersje BRDM-2 M96/M97). Obecnie używane przez pododdziały rozpoznawcze BRDM-2 jest konstrukcją z początku lat sześćdziesiątych i nie przystaje już do wymogów współczesnego pola walki. W grudniu 2013 roku Narodowe Centrum Badań i Rozwoju zawarło z konsorcjum w składzie: AMZ-Kutno (lider), Wojskowy Instytut Chemii i Radiometrii, Wojskowy Instytut Łączności oraz Wojskowy Instytut Techniczny Uzbrojenia, podpisało umowę na opracowanie następcy obecnie używanych wozów o wartości 25 mln zł. Umowa zakładała pierwotnie, że gotowy do produkcji seryjnej prototyp miał zostać przekazany wojsku do grudnia 2016 roku, jednak w trakcie trwania kontraktu został on jednak dwukrotnie aneksowany zmieniając terminy przekazania wozu wojsko. Najpierw przesunięto termin na październik 2019 roku, zaś po drugim aneksie, do kwietnia 2021 roku. Podczas targów MSPO 2018 zaprezentowano po raz pierwszy demonstrator Bobra-3. Tego samego roku rozpoczęły się prace na prototypem. Podczas targów MSPO 2010 zaprezentowano Bobra-3 w wersji kołowego niszczyciela czołgów uzbrojonego w wyrzutnie przeciwpancernych pocisków kierowanych Spike. W 2020 roku rzecznik prasowy Inspektoratu Uzbrojenia poinformował, że prototyp pojazdu w wersji rozpoznawczej znajduje się w końcowej fazie testów zakładowych. W sierpniu 2020 rozpoczęły się próby państwowe rozpoznawczego Bobra-3 które trwać mają 12 miesięcy. Po pozytywnej ocenie pojazdu po zakończonych testach państwowych, do armii mogą trafić nawet 244 egzemplarze pojazdu Bóbr-3 (zgodnie z zapotrzebowaniem ujętym w Planie Modernizacji Technicznej na lata 2013-2022).
14 sierpnia 2024 podpisano umowę o wartości ok. 800 mln zł która obejmuje dostawy 28 pojazdów. Dostawy w ramach umowy mają zostać zrealizowane w latach 2026–2028.

## Opis techniczny
Bóbr-3 jest pływającym, rozpoznawczym, opancerzonym pojazdem kołowym, dwuosiowym, z niezależnym zawieszeniem oraz układem napędowym 4x4 (na wszystkie 4 koła). Pojazd w wersji bazowej zapewnia ochronę balistyczną na poziomie 2 według STANAG 4569, a w zakresie minoodporności na poziomie 2a. Opcjonalne dodatkowe opancerzenie zwiększa ochronę balistyczną do poziomu 3 i przeciwminową do poziomu 3a. Pojazd napędzany jest silnikiem wysokoprężnym o mocy 240 kW z automatyczną skrzynią biegów w układzie power-pack. Na wymianę power-packa potrzeba około godziny. Bóbr-3 ma możliwość zamontowania Zdalne Sterowanego Modułu Uzbrojenia (ZSMU), systemu ostrzegania o opromieniowaniu laserem oraz wyrzutni granatów dymnych.
Pojazd w standardowej konfiguracji wyposażony jest dodatkowo w automatyczny system przeciwpożarowy, centralny system pompowania wszystkich kół, które mają wkładki typu run-flat (umożliwiające poruszanie się z przestrzelonymi, bądź przedziurawionymi oponami), agregat prądotwórczy oraz zintegrowany system ogrzewania i klimatyzacji. Ponieważ pojazd może pokonywać przeszkody wodne zarówno poprzez brodzenie, jak i pływanie, został wyposażony w falochron, który zapobiega zalewaniu przednich szyb pojazdu w czasie pokonywania przeszkód wodnych.

## Galeria

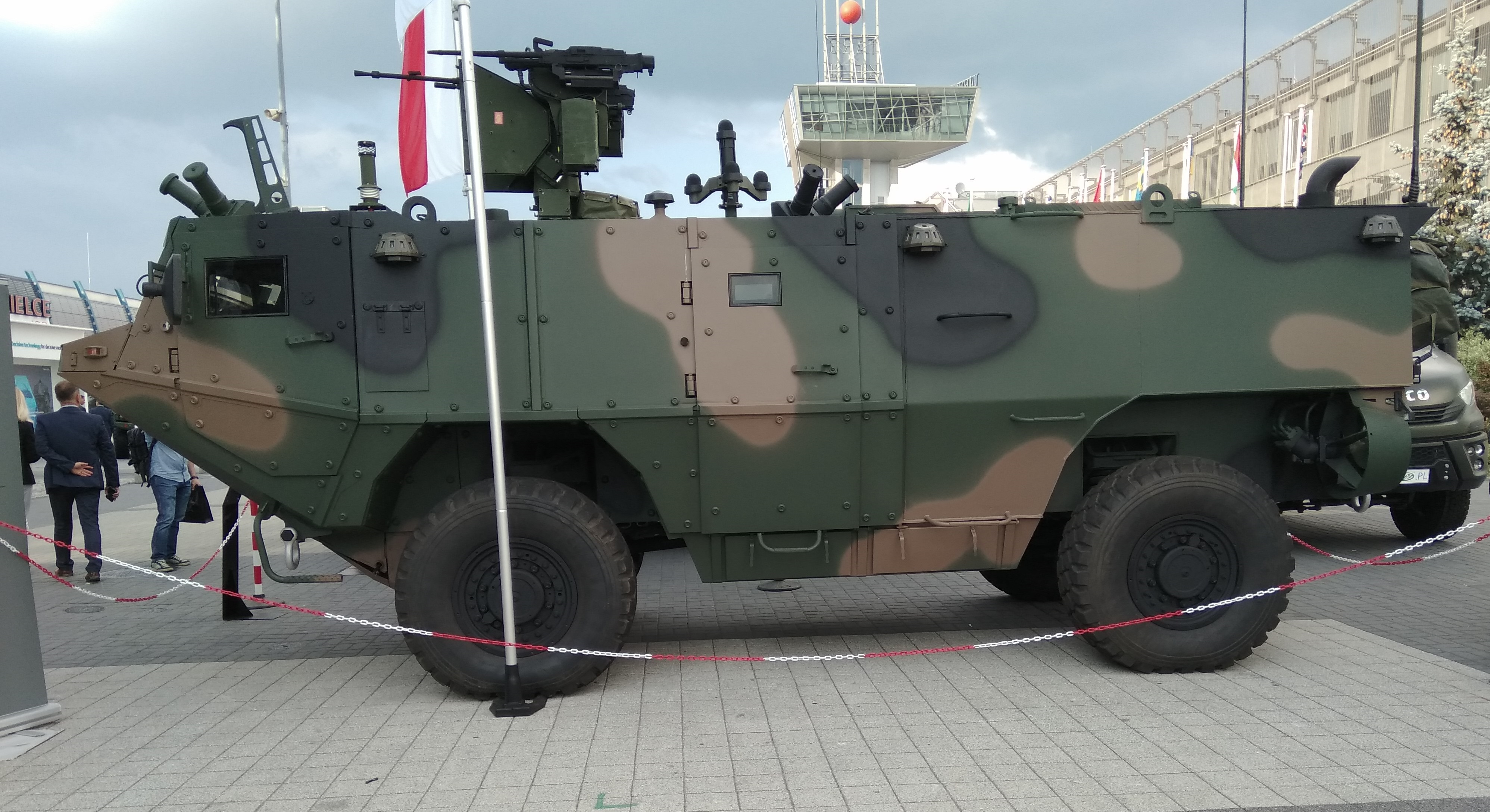
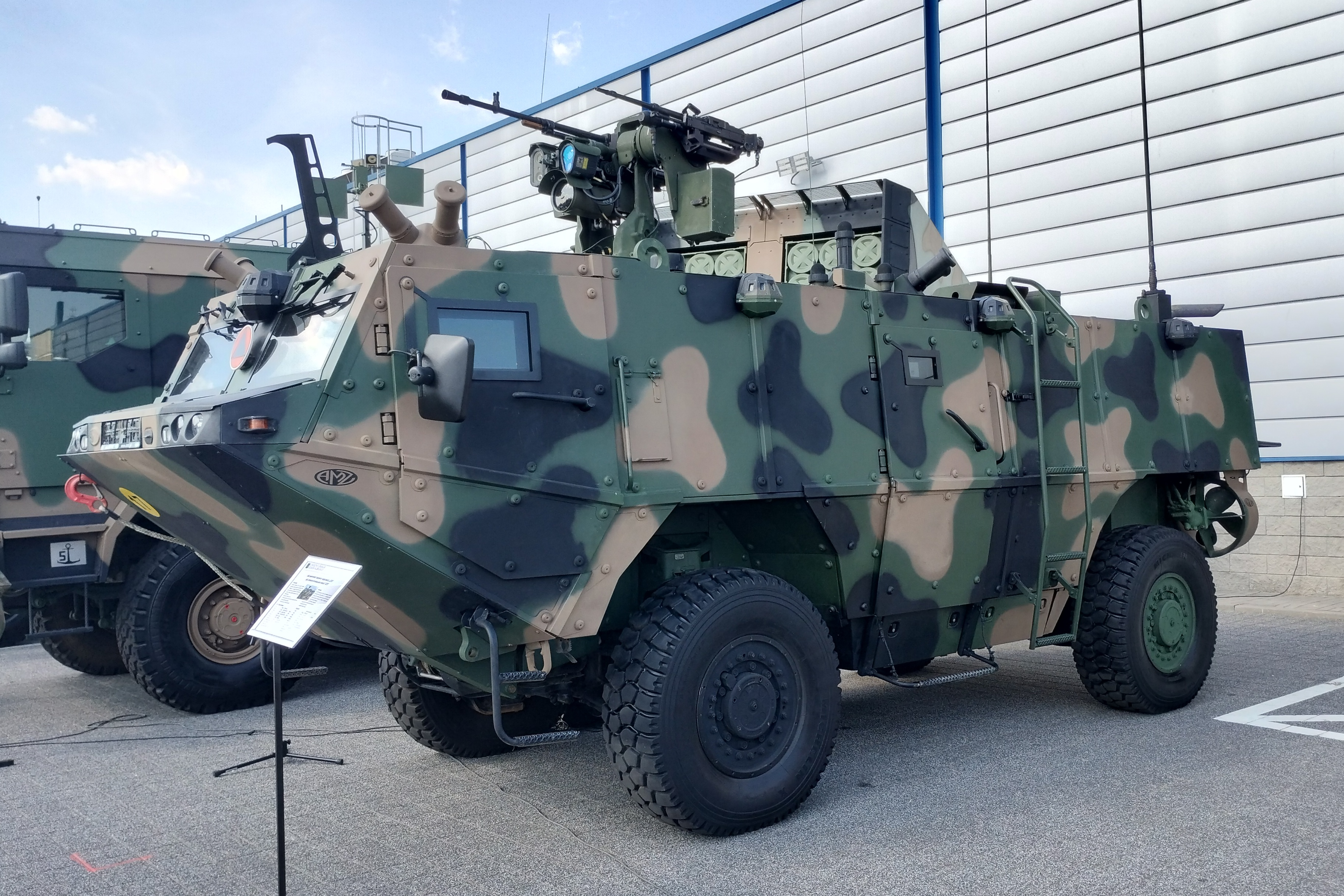